# Lettres d'Hippocrate
 (novembre 2011).
Lettres d'Hippocrate, également intitulées Lettres d'Hippocrate aux Abéritains, est l'œuvre du Pseudo-Hippocrate, un imposteur anonyme. Ces Lettres forment un recueil d'épîtres rédigées pendant la période romaine antique, faussement attribuées à Hippocrate de Cos.
De forme romanesque en cela qu'elles relèvent de la pure fiction, Yves Hersant va jusqu'à reprocher à l'auteur son emploi pompeux d'archaïsmes, et rejoint en cela la prudence et les doutes de Joseph Scaliger ou encore Émile Littré, entre autres spécialistes.

## Résumé
La Boulè et le peuple d'Abdère écrivent au médecin Hippocrate afin de guérir leur philosophe Démocrite de la folie qui semble s'être emparée de lui.

## Réalités historiques
Il semble que seuls les prénoms mentionnés soient des gens qui ont marqué l'histoire : Cratevas, Hippocrate, Philopœmen, Damagète ; aucun de ces homonymes n'est cité avec authenticité, et il ne s'agit à aucun moment d'un personnage qui a marqué l'histoire. De nombreuses allusions au Problème XXX de Aristote, aux dialogues de Platon, et aux commentaires de Proclus et aux écrits de Démocrite se retrouvent dans les lettres. Proclus considère l'ouvrage « comme rassemblant les éléments d'une enquête relative aux gens que l'on a cru morts et qui ont ressuscité ».